# Bellura gortynoides
Bellura gortynoides là một loài bướm đêm trong họ Noctuidae.